# NGC 4790
NGC 4790 is een balkspiraalstelsel in het sterrenbeeld Maagd. Het hemelobject werd op 25 maart 1786 ontdekt door de Duits-Britse astronoom William Herschel.

## Synoniemen
- MCG -2-33-56
- IRAS 12522-0958
- PGC 43972